# Övergångsklausul
Övergångsklausul, eller passerell (franska: passerelle, övergång), är en typ av klausul som gör det möjligt att förenkla beslutsfattandet inom Europeiska unionen, utan att behöva använda det ordinarie ändringsförfarandet för att ändra unionens fördrag.
Den första övergångsklausulen infördes genom Maastrichtfördraget, som trädde i kraft den 1 november 1993, och ändrades genom Amsterdamfördraget den 1 maj 1999. De nuvarande övergångsklausulerna infördes genom Lissabonfördraget, som trädde i kraft den 1 december 2009. Ingen av de övergångsklausuler som infördes genom Lissabonfördraget har hittills använts.

## Övergångsklausuler enligt Lissabonfördraget
Sedan Lissabonfördraget trädde i kraft den 1 december 2009 finns två typer av övergångsklausuler, en allmän och en specifik.

### Allmänna övergångsklausulen
Den allmänna övergångsklausulen innebär att Europeiska rådet med enhällighet, efter godkännande av Europaparlamentet med absolut majoritet, kan
- ändra omröstningsförfarandet i Europeiska unionens råd från enhällighet till kvalificerad majoritet, och
- ersätta ett särskilt lagstiftningsförfarande med rådet som ensam lagstiftare inom ett visst politikområde med det ordinarie lagstiftningsförfarandet.

Dessa bestämmelser får dock inte tillämpas på beslut om upptagande av nya medlemsstater, beslut med militära eller försvarsmässiga konsekvenser, artikel 7-förfaranden, systemet för egna medel, fleråriga budgetramen eller den allmänna rättsliga grunden i artikel 352 i fördraget om Europeiska unionens funktionssätt. Europeiska rådets beslut måste översändas till de nationella parlamenten, och kan inte träda i kraft om ett nationellt parlament invänder mot beslutet inom sex månader.
Inom den gemensamma utrikes- och säkerhetspolitiken, med undantag för beslut med militära eller försvarsmässiga konsekvenser, och den fleråriga budgetramen kan Europeiska rådet dock besluta att rådet ska ersätta enhällighet med kvalificerad majoritet utan att varken behöva godkännande av Europaparlamentet eller översända detta beslut till de nationella parlamenten.

### Specifika övergångsklausuler
De specifika övergångsklausulerna innebär att Europeiska unionens råd med enhällighet självt kan besluta att ersätta ett särskilt lagstiftningsförfarande med det ordinarie lagstiftningsförfarandet vid lagstiftning rörande
- det civilrättsliga samarbetet kring familjerätt,[6]
- socialpolitik[7] eller
- miljörätt.[8]

Ett sådant beslut antas på förslag av kommissionen och efter samråd med Europaparlamentet. Ett beslut om det civilrättsliga samarbetet kring familjerätt måste översändas till de nationella parlamenten och kan inte träda i kraft om ett nationellt parlament invänder mot det.
Även inom fördjupade samarbeten kan rådet med enhällighet ersätta enhällighet med kvalificerad majoritet, utom för beslut med militära eller försvarsmässiga konsekvenser, och, efter samråd med Europaparlamentet, ersätta ett särskilt lagstiftningsförfarande med det ordinarie lagstiftningsförfarandet.

## Användande och genomförande
Övergångsklausulerna som infördes genom Lissabonfördraget har hittills aldrig använts. Kommissionen Juncker föreslog vid fyra olika tillfällen mellan 2018 och 2019 att övergångsklausulerna skulle användas för att övergå till kvalificerad majoritet inom den gemensamma utrikes- och säkerhetspolitiken, samt till kvalificerad majoritet och det ordinarie lagstiftningsförfarandet på områdena som rör skattepolitik, energi- och klimatpolitik, samt socialpolitik. Inget av förslagen har kunnat antas på grund av motstånd från flera medlemsstater.
I en icke-bindande resolution den 11 juli 2023 ställde Europaparlamentet sig bakom användandet av övergångsklausulerna för att införa kvalificerad majoritet på de lagstiftningsområden som fortfarande omfattas av krav om enhällighet.

## Avskaffade övergångsklausuler
Den första övergångsklausulen infördes genom Maastrichtfördraget, som trädde i kraft den 1 november 1993. Övergångsklausulen gjorde det möjligt för Europeiska unionens råd att på initiativ av Europeiska kommissionen eller en medlemsstat besluta med enhällighet om att överföra frågor som rörde bland annat gränskontroll-, asyl- och invandringspolitik samt det civilrättsliga samarbetet från den dåvarande tredje (mellanstatliga) pelaren till den dåvarande första (överstatliga) pelaren. Ett sådant beslut krävde godkännande av alla medlemsstater i enlighet med deras respektive konstitutionella bestämmelser. Övergångsklausulen användes aldrig, men en motsvarande överföring ägde rum genom Amsterdamfördraget, som trädde i kraft den 1 maj 1999.
Genom Amsterdamfördraget ändrades den tidigare övergångsklausulen för att göra det möjligt att överföra resterande delar av den tredje pelaren – polissamarbete och straffrättsligt samarbete – till den första pelaren. Ett sådant beslut krävde godkännande av alla medlemsstater i enlighet med deras respektive konstitutionella bestämmelser. Inte heller denna övergångsklausul användes, men en motsvarande överföring ägde rum genom Lissabonfördraget, som trädde i kraft den 1 december 2009.
Amsterdamfördraget införde även en ny övergångsklausul som innebar att Europeiska unionens råd, efter mer än fem år från fördragets ikraftträdande, kunde införa medbeslutandeförfarandet, sedermera det ordinarie lagstiftningsförfarandet, i frågor som rörde gränskontroll-, asyl- och invandringspolitik samt det civilrättsliga samarbetet. Genom Nicefördraget, som trädde i kraft den 1 februari 2003, infördes medbeslutandeförfarandet för stora delar av asylpolitiken och det civilrättsliga samarbetet. Övergångsklausulen som hade införts genom Amsterdamfördraget användes för första och enda gången genom ett beslut som fattades av rådet den 22 december 2004 och som trädde i kraft den 1 januari 2005. Genom beslutet infördes medbeslutandeförfarandet för alla resterande delar av den gemensamma asylpolitiken och stora delar av den gemensamma invandringspolitiken.
Genom Lissabonfördraget överfördes de sista delarna av den tredje pelaren till den första pelaren och det ordinarie lagstiftningsförfarandet infördes för i stort sett alla de delar som ursprungligen hade ingått i den tredje pelaren. Samtidigt avskaffades övergångsklausulerna som hade införts genom Maastrichtfördraget och Amsterdamfördraget.